# Tossal de Cortiuda
El Tossal de Cortiuda és una muntanya de 1.016 metres que es troba al municipi de Peramola, a la comarca de l'Alt Urgell.